# Malte Olschewski
Malte Olschewski (* 7. Dezember 1940 in Klagenfurt; † 26. Februar 2022 ebenda) war ein österreichischer Journalist und Autor.
Er studierte Germanistik und Publizistik in Wien. Seine Dissertation handelt von den Partisanen Titos. Ab 1963 war er Lokalreporter des Volksblattes, ab 1968 Redakteur der Tageszeitung „Die Presse“ und ab 1975 der „Arbeiter-Zeitung“. Malte Olschewski war von 1983 bis 1990 Redakteur der Osteuropa-Redaktion des ORF in Wien. Er führte gemeinsam mit dem Regisseur, Autor und Kameramann Ferdinand Macek Regie bei dem Dokumentarfilm Das Geheimnis des Hemmaberges und wirkte bei dem TV-Dokumentarfilm „Heilwasser für den Großvezier“ von Regisseur Ferdinand Macek als Partner von ORF-Sportlegende Sigi Bergmann mit.
Er war einer der Teilnehmer an der Aktion „Kunst und Revolution“ am 7. Juni 1968 an der Universität Wien, einem der Höhepunkte der Studentenbewegung 1968.

## Veröffentlichungen
- Der Conducator Nicolae Ceaușescu: Phänomen der Macht. Ueberreuter, Wien 1990, ISBN 3-8000-3370-4.
- Kanonen, Bomben und Durchwesung – eine Chronik des amerikanischen Imperialismus 1620–2004 (= Edition Zeitgeschichte. Band 19). Homilius, Berlin 2004, ISBN 3-89706-875-3.
- Krieg als Show. Die neue Weltinformationsordnung.  Ed. LOG International, Wien 1992, ISBN 3-900647-14-3.
- Der Krieg um den Kosovo. Serbiens neue Schlacht am Amselfeld. Nidda-Verlag, Bad Vilbel 1999, ISBN 3-9806814-1-6.
- Der serbische Mythos. Die verspätete Nation. Herbig, München 1998, ISBN 3-7766-2027-7.
- Die Geschichte von die Hasen. Franzis Briefe aus St. Oswald. heyn, Klagenfurt 2014, ISBN 978-3-7084-0376-2.
- Von den Karawanken bis zum Kosovo. Die geheime Geschichte der Kriege in Jugoslawien (= Ethnos. Band 57). Braumüller, Wien 2000, ISBN 3-7003-1328-4.
- Arabischer Frühling. Twitter und Flitter, Sex und Secret Service zwischen Tripolis und Damaskus. Homilius, Berlin 2012, ISBN 978-3-89706-429-4.

## Belege
1. ↑  Danièle Roussel: Der Wiener Aktionismus und die Österreicher. Ritter, 1995, ISBN 978-3-85415-162-3, S. 168.
2. ↑  Pressemitteilung. Verlag Johannes Heyn, abgerufen am 26. November 2016.

| Personendaten    | Personendaten                         |
| ---------------- | ------------------------------------- |
| NAME             | Olschewski, Malte                     |
| KURZBESCHREIBUNG | österreichischer Journalist und Autor |
| GEBURTSDATUM     | 7. Dezember 1940                      |
| GEBURTSORT       | Klagenfurt                            |
| STERBEDATUM      | 26. Februar 2022                      |
| STERBEORT        | Klagenfurt                            |